# Mario Aerts
Mario Aerts (født 31. december 1974) er en tidligere belgisk professionel cykelrytter.